# 斯塔夫欽齊
49°34′40″N 26°43′36″E / 49.57778°N 26.72667°E
斯塔夫欽齊（烏克蘭語：Ставчинці）是位於烏克蘭西部的村莊，由赫梅利尼茨基州裡赫梅利尼茨基區的黑奧斯特里夫市鎮負責管轄。該村面積1.4平方公里，海拔高度303米，2001年人口487，人口密度每平方公里347.9人。